# JR貨物HD300形ハイブリッド機関車
HD300形ハイブリッド機関車（HD300がたハイブリッドきかんしゃ）は、日本貨物鉄道（JR貨物）が2010年（平成22年）より製造を開始したハイブリッド機関車である。試作機にあたる901号機が、2012年鉄道友の会ローレル賞を受賞した。
なお、JR貨物の公式名称は「HD300形式ハイブリッド機関車」（試作車（901号機）の開発段階での名称は「ハイブリッド方式入換機関車 HD300形式」で、JR貨物公式HP「鉄道貨物輸送を支える様々な車両の開発」では「ハイブリッド方式入換機関車 HD300形式（試作車）」）である。

## 概要
貨物駅構内の入換作業には、日本国有鉄道（国鉄）から継承されたDE10形ディーゼル機関車を主として複数の機種を使用していたが、経年は40年以上となり既存車両でも老朽化が著しく進行していた。この対策としてこれらの車両を置き換えるために、従来の方式に捕らわれず新たに開発された車両である。開発に当たり近年の環境問題に対しての取り組みとして、排出ガスを削減する新しいシステムによる車両の導入が検討され、ハイブリッド方式を採用した。
「環境に優しいクリーンな機関車」をコンセプトに、DE10形と比較して以下の目標を立てて設計・開発がなされた。
- 有害排出ガスを30 - 40%以上削減
- 車外騒音レベルを10db（A特性）以上低減
- エンジンの効率的運転と回生ブレーキの活用によって、CO2の大幅な削減

2010年3月に試作車（901号機）が落成し、各種走行試験が実施された。その結果を踏まえて2012年1月以降、量産車が順次導入されている。

## 構造
この機関車は、ディーゼル発電機を動力源とする電気式ディーゼル機関車と蓄電池（リチウムイオンバッテリー）を動力源とする蓄電池機関車の2つの要素を兼ね備えた、日本初のハイブリッド機関車である。具体的にはディーゼル発電機からの電力と蓄電池からの電力を協調させてモーターを制御する「シリーズ・ハイブリッド」方式と呼ばれるシステムであり、本機に搭載されたディーゼルエンジンは直接駆動力には使用されず、発電機を回転させる発電用として使用されるだけである。また、CO2排出量は、動力協調システムによるエンジンの効率的な運転と回生ブレーキ作動時において、モーターから発生した電力を蓄電池に充電することにより、大幅な削減することを目指している。そのため、形式記号の頭文字にディーゼル機関車を指す「D」や蓄電池機関車を指す「A」ではなく、ハイブリッド (Hybrid) 方式の機関車であることを表す「H」を初採用し、動軸数4であることを表す「D」と組み合わせた「HD」となっている。ハイブリッドシステムの開発にあたっては国土交通省の鉄道技術開発費の補助を受けている。
901号機を用いた走行試験では、DE10形と比較して以下の結果を示した。
- 牽引走行試験では、燃料消費量36%、NOx排出量61%、騒音を22dbの低減効果が得られた
- 留置時間を考慮した1日分の運用で評価すると燃料消費量41%、NOx排出量64%と大幅な削減効果があることを確認した。

### 車体
車体はセミセンターキャブタイプで、前位側から主変換機モジュール、蓄電池モジュール、運転室モジュール、発電モジュールと、車体を4ブロックに分割したモジュール構造とし、保守の簡略化を図っている。運転台はDE10形と同様、進行方向に対して横向きに配置。前面の連結器周辺は警戒色の黄色と黒で塗られており、車体はEF510形と同じフレート・レッドを身に纏い、ハイブリッド方式の機関車であることを強調するため、Hybridのロゴが描かれている。整備重量は60tとDE10形の65tより軽量化されたが、動軸数が1軸少ないため軸重は15tとなりDE10形より2t重くなっている。

### 電源・制御機器

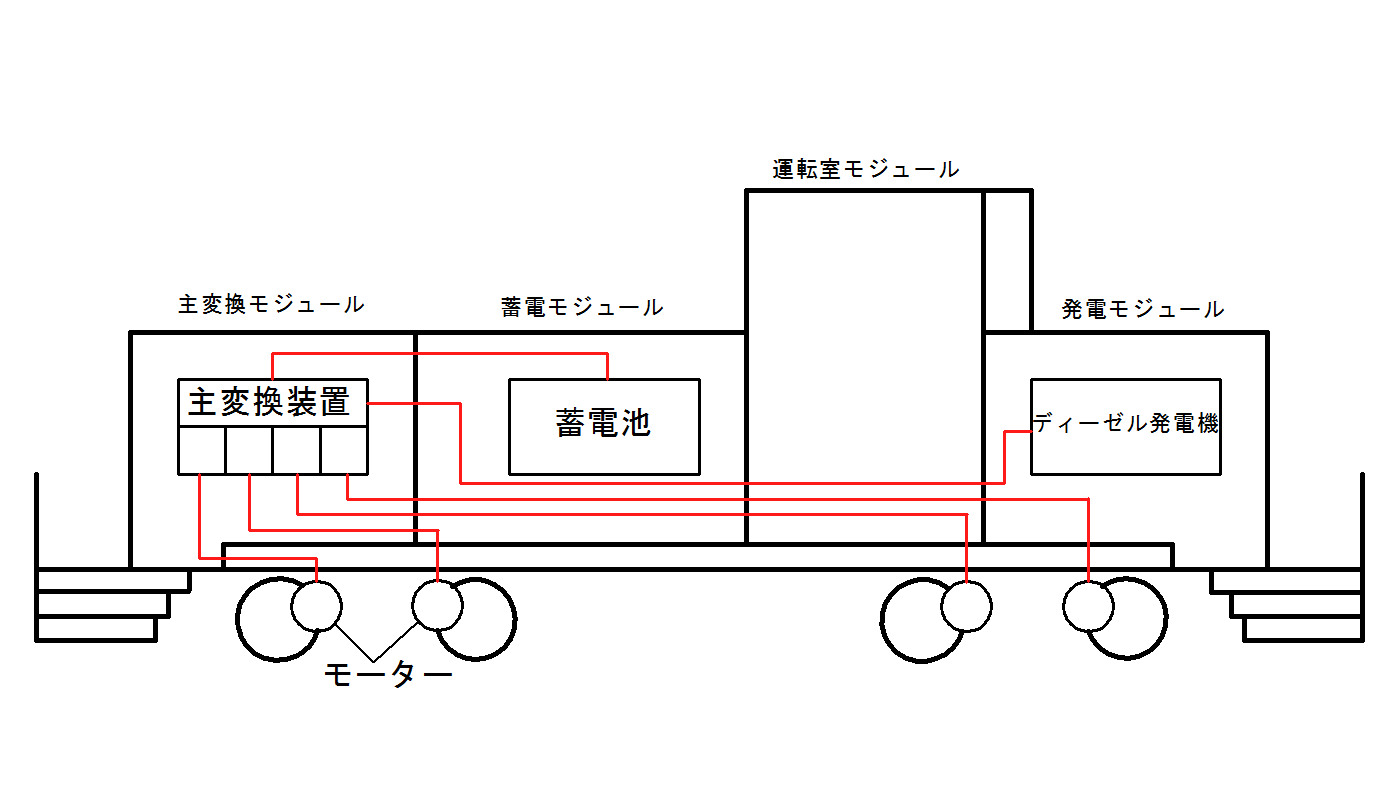
HD300形ハイブリッド機関車のエンジン発電機と各機器の配置とそれらを繋ぐ配線の見取り図

発電モジュールにあるディーゼル発電機のFDMF9Z形エンジンは、国土交通省の定める第3次排出ガス規制に適合したものであり、騒音や有害排出ガス低減を図っている。このエンジンはカミンズ製の、50万台の製造実績がある既存の産業用水冷4ストローク・直列6気筒、出力325PS（242kW）、定格回転数1,600rpm、最高回転数1,800rpmの燃料電子制御方式のエンジンを転用したもので、出力270PS（197kW）で使用している。エンジンに駆動される発電機は、1時間定格出力173kW/1600rpmのかご形三相誘導発電機であり、三相交流を出力する。ディーゼル発電機の起動・停止は自動的に行われており、力行時にはディーゼル発電機を起動させて主変換装置に給電するが、制動時はディーゼル発電機での給電を停止する。
蓄電モジュールにある蓄電池にはジーエス・ユアサコーポレーション製リチウムイオンバッテリーLIM30H-8A形（量産車）を搭載している。電池構成は26個のモジュールを直列に繋いだものを3並列としており、公称電圧750V、電力容量は40-70kWhである。経年劣化しても寒冷地で起動できるだけの出力容量を確保しており、制動時での回生ブレーキによりモーターから発生する電力を充電して蓄電するほか、状況に応じてディーゼル発電機からの電力を主変換装置経由で充電することも可能である。また、バッテリーは複数のバンクで構成され、異常時はバンクを開放して走行継続可能となるような冗長性を持っている。また、500番台では蓄電池の容量が変更されている。
主変換モジュールにある主変換装置は、IGBT素子を使用した電圧形PWMコンバータ1基＋電圧形PWMインバータ1基で構成されており、力行時にはディーゼル発電機と蓄電池から給電される電力を主変換装置を介してVVVFインバータ制御を行い主電動機を駆動する。また、エンジンが故障した場合でも、蓄電池から給電される電力のみで自走できるようになっている。
主電動機には、全密閉自冷式構造のFMT101形永久磁石同期電動機(PMSM)を機関車として初採用しており、自然冷却方式のため冷却用送風機は省略されている。鉄道車両においてVVVFインバータ制御により駆動されるモーターは誘導電動機が主流だが、永久磁石同期電動機は誘導電動機よりも効率が高く、小型軽量化を図ることができる。本機では1時間定格出力80kW、最大定格出力125kWを発揮するFMT101を4基搭載して1時間定格で320kW、最大定格で500kWの出力としており、最大牽引力は20tfを出すことができる。使用されている永久磁石には、最大エネルギー積41MGOeクラスのネオジム-鉄-ボロン系磁石を採用し、全閉構造による温度上昇にも耐えられる耐熱性を持たせている。また、磁極位置は逆ハの字磁極配置とフラックスバリアを構成することにより、突極性リラクタンストルクを有効に活用できるよう工夫されている。
圧縮空気を供給する空気圧縮機は潤滑油が不要なオイルフリータイプであるVV180-T形（試作機・クノールブレムゼ製）/FMH3110-FC1800形（量産車・いずれも吐出量 1,750 L/min）を、補助回路または補機用の電源を供給する容量55kVAの電圧形PWMコンバータによる補助電源装置を1基搭載している。

### モジュール設計
前述の通り、搭載機器を機能別に集約してユニット化したモジュラー設計を採用しているため、モジュールごとに独立して性能改善を行うことができる。
- 鉄道車両用燃料電池が実用化された場合には、発電モジュールを燃料電池スタックおよび制御装置に置き換えることで、他の車体艤装を変えることなくゼロエミッションが達成できる。
- 蓄電モジュールには現行のリチウム蓄電池（40 - 70kWh）に対して約70%増量できるだけの空間が確保されている。また、空間的・電気的に大型ニッケル水素蓄電池の搭載も可能となっている。

発電モジュールに搭載するエンジンと蓄電モジュールに搭載する電池容量の組み合わせにより、中小貨物駅用入換機関車から本線用機関車、あるいは環境規制の厳しい都市部の貨物駅で使用可能な全電池型入換機関車に展開することが可能である。

#### HD300型の技術展開
- 基本型（巨大ターミナル用） - 蓄電池70kWh、エンジン270馬力
- 開発基本型（小駅の入換用） - 蓄電池45kWh、エンジン270馬力
- 発展応用型（全電池型入換用） - 蓄電池288kWh、エンジンなし
- 発展応用型2 - 燃料電池165kW、蓄電池70kWh、エンジンなし
- 開発基本型（小型の本線用） - 蓄電池110kWh、エンジン400馬力

### 台車

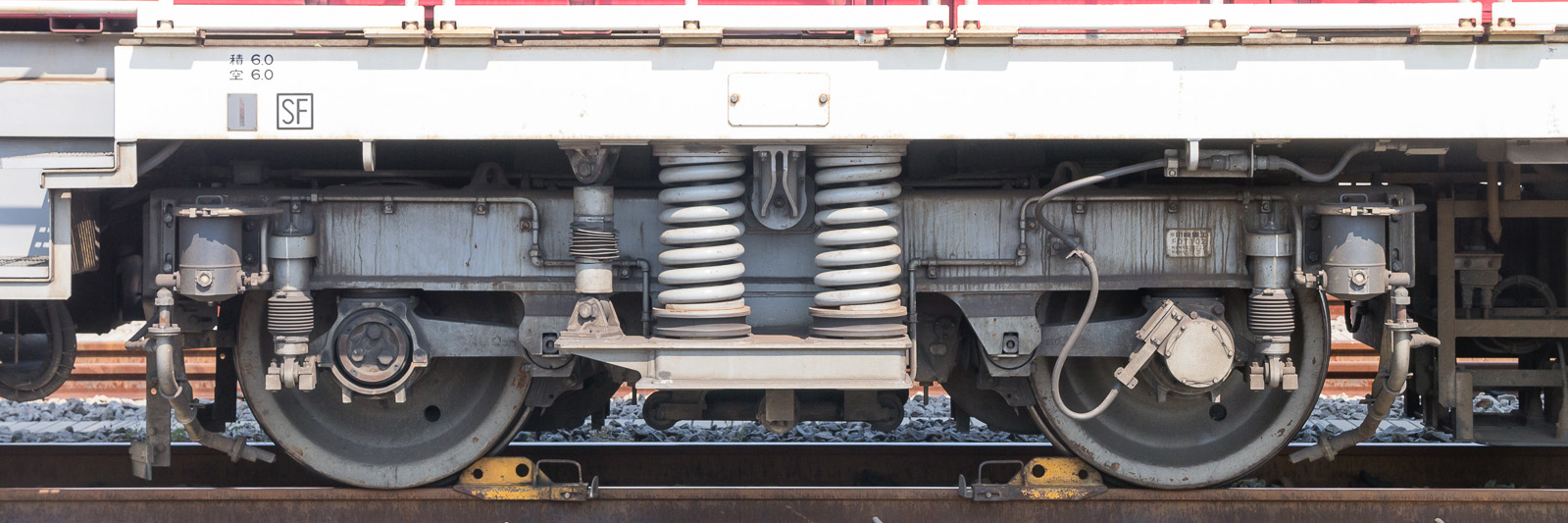
FDT102ボルスタレス台車

台車は枕ばねにコイルばねを使用した無心皿のFDT102形で、1位側がFDT102、2位側がFDT102Aとなっている（量産車・500番台では変更。後述）。軸箱支持装置は軸はり式を採用しており、モーターから輪軸に動力を伝達する（モーターを台車に装架する）方式は1段歯車減速の吊り掛け駆動方式を採用している。引張力伝達方式は低心皿Zリンク式としている。基礎ブレーキは片押し式の踏面ブレーキによるユニットブレーキとしている。

### その他の機構
ハイブリッド以外の新機構としては、新たに開発した運転士異常時列車停止装置を装備しており、その他にも、前後のステップを大きく取り、前後と側面の手すりは大型のものを採用するなど、運転士や構内作業員の作業性向上が図られている。また、入換作業時の運転台からの死角解消のため、手すりにカメラが取り付けられている（901号機のみ）。前部標識灯は両端の手すりに角形のものが2灯ずつ取り付けられ、連結器直上部には夜間作業時のための連結器灯（LED灯）が設けられている。

## 現況と動向

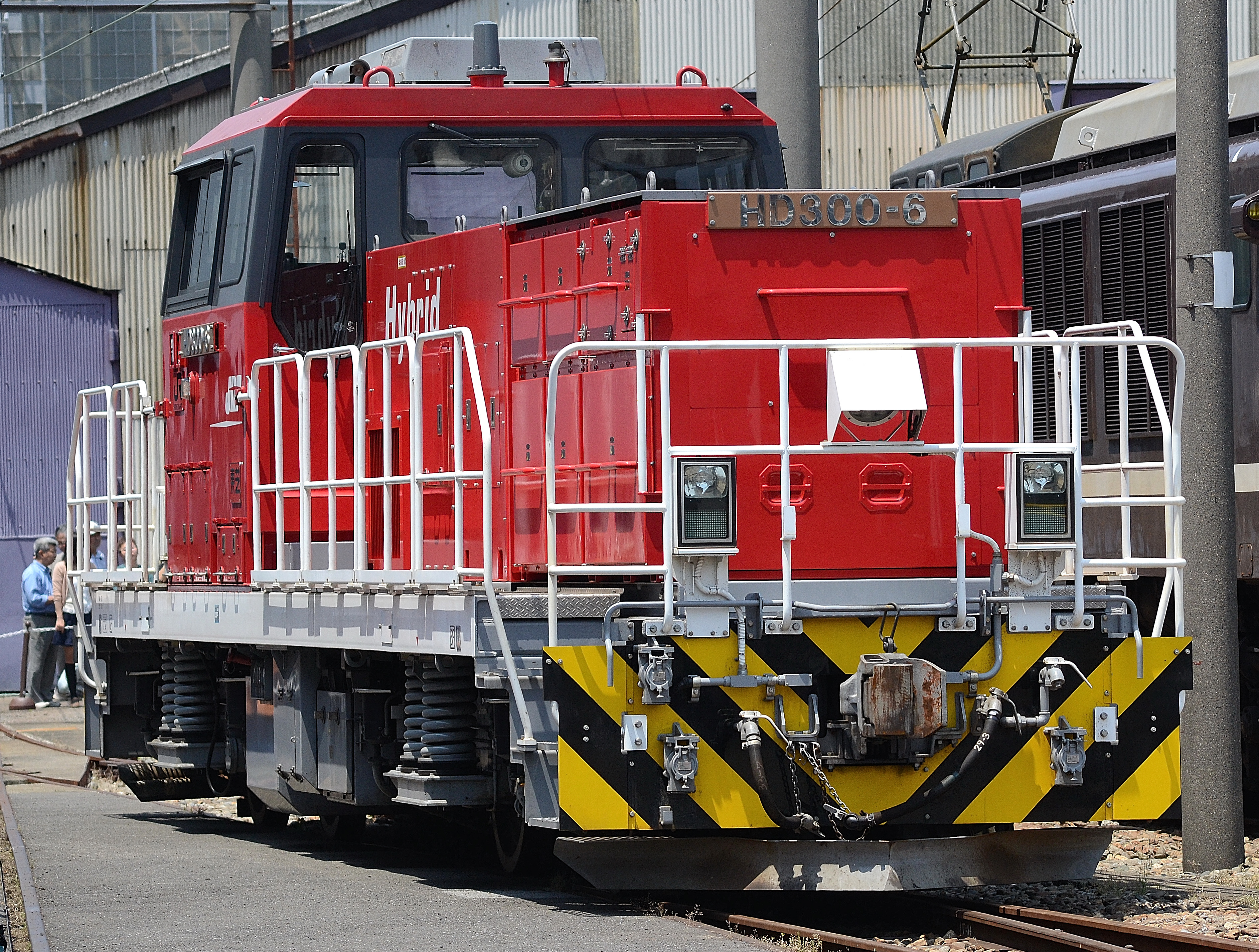
大宮総合車両センターで展示された量産車6号機（2014年5月24日）

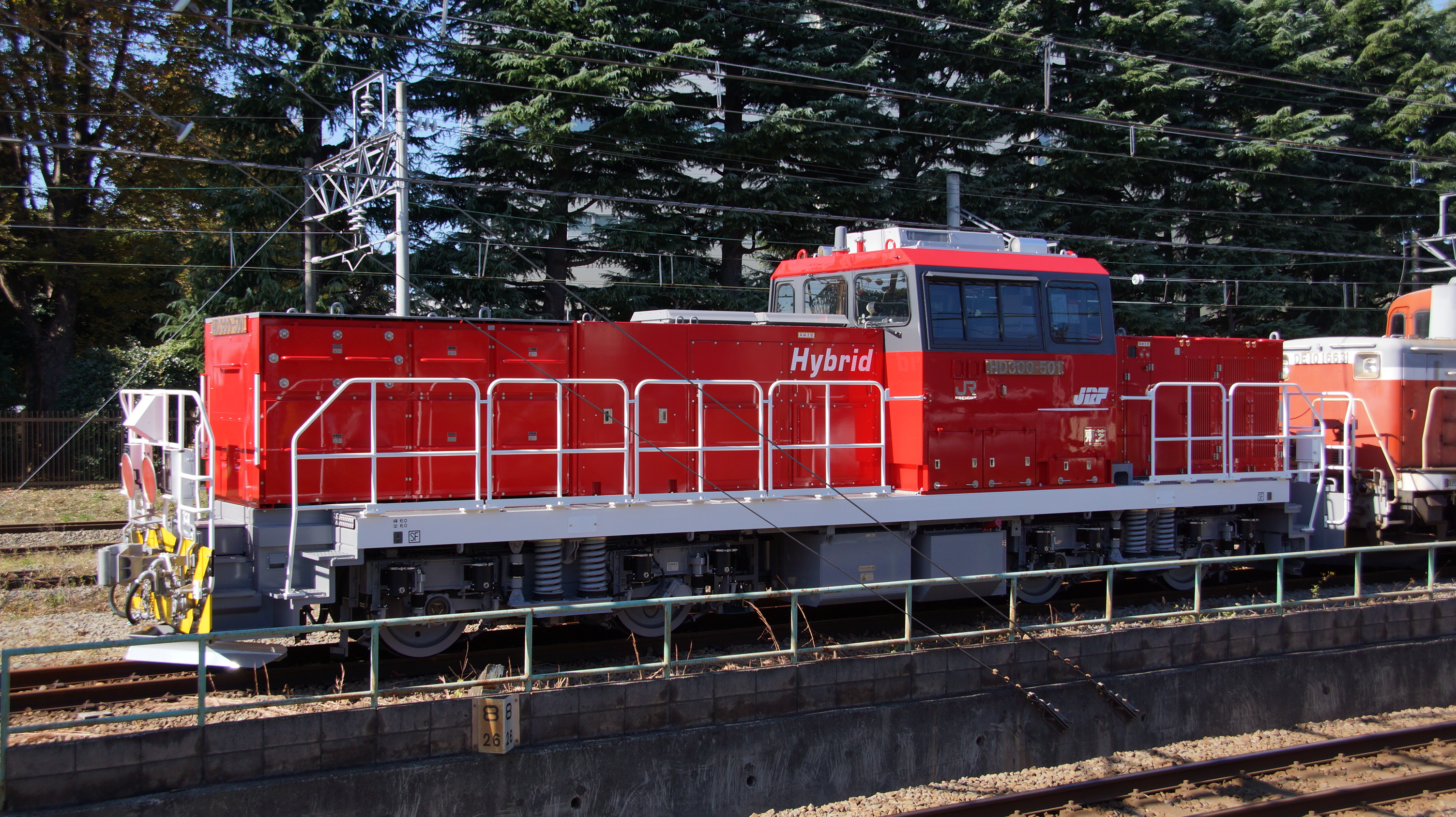
甲種輸送される501号機（2014年11月9日、北府中駅）

2020年1月25日現在、35両（901、1 - 34号機）が新鶴見機関区と岡山機関区に配置され、東京貨物ターミナル駅、盛岡貨物ターミナル駅、郡山駅、郡山貨物ターミナル駅、宇都宮貨物ターミナル駅、熊谷貨物ターミナル駅、倉賀野駅、新座貨物ターミナル駅、越谷貨物ターミナル駅、隅田川駅、八王子駅、南松本駅、沼津駅、西浜松駅、名古屋貨物ターミナル駅、稲沢駅、吹田貨物ターミナル駅、安治川口駅、東福山駅、広島貨物ターミナル駅、大竹駅、岩国駅、新南陽駅、福岡貨物ターミナル駅などで使用されており、3両（501、502、503号機）が苗穂車両所に配置され、札幌貨物ターミナル駅で使用されている。なお、構内入換専用で本線上を自走で回送することはできないため、定期検査の都度各駅と配置区との間で無動力回送される。
2010年3月、試作機HD300-901が東芝府中事業所で落成し、3月25日に公開された。2011年に入り1月下旬からは札幌貨物ターミナル駅構内で寒冷地試験が行われた。その後も道内の別地域や東京貨物ターミナル駅、南松本駅等で試験走行を行い、様々な条件下での車両性能の確認を行っている。試作機である901号機は、2011年7月11日から入換機として東京貨物ターミナル駅で運用を開始した。

### 量産機
2012年1月には量産型1号機となるHD300-1が東芝府中事業所で落成、甲種輸送され、2012年2月8日より東京貨物ターミナル駅構内で使用開始した。
量産機では前面ステップが雪で埋もれないよう 警戒色が施されている前面排障器の幅を拡幅し、前照灯・尾灯は一帯のケースに収められた。前面ステップは小型となり、ステップの足元を照らす照明にはカバーを設置した。前面手すりは弓状から直線状に変更、連結器灯を角度を可変できるものから固定式として、さらにカバーを設置した。無動力回送用のジャンパ連結器は、常時取り付けておく方式をやめ、着脱式に変更した。第1エンド側から2番目にある蓄電モジュールの通風口は廃止した。
運転室モジュールでは、下部に点検口を設置、この関係で区名札差・運用札差しと製造銘板の位置が変更された。入換合図の視認性向上を図るため、運転室出入口扉の窓を拡大、さらに側窓も拡大された。側面窓上部には水切りが設置された。運転室は床面高さを20 mm下げたほか、室内のスイッチ配置を変更した。台車形式は1位側がFDT102B形、2位側がFDT102C形となっている。
2012年度以降についても、量産車を順次投入して老朽化したDE10形機関車を置き換えていく予定としているが、新製費用が本線用電気機関車と変わらないほど高価で初期投資が大きいため、本形式は入換作業の密度が高い貨物駅への重点配置に留まり、密度が低い貨物駅に関しては電車線を増設して電気機関車による入換を行うこととしている。

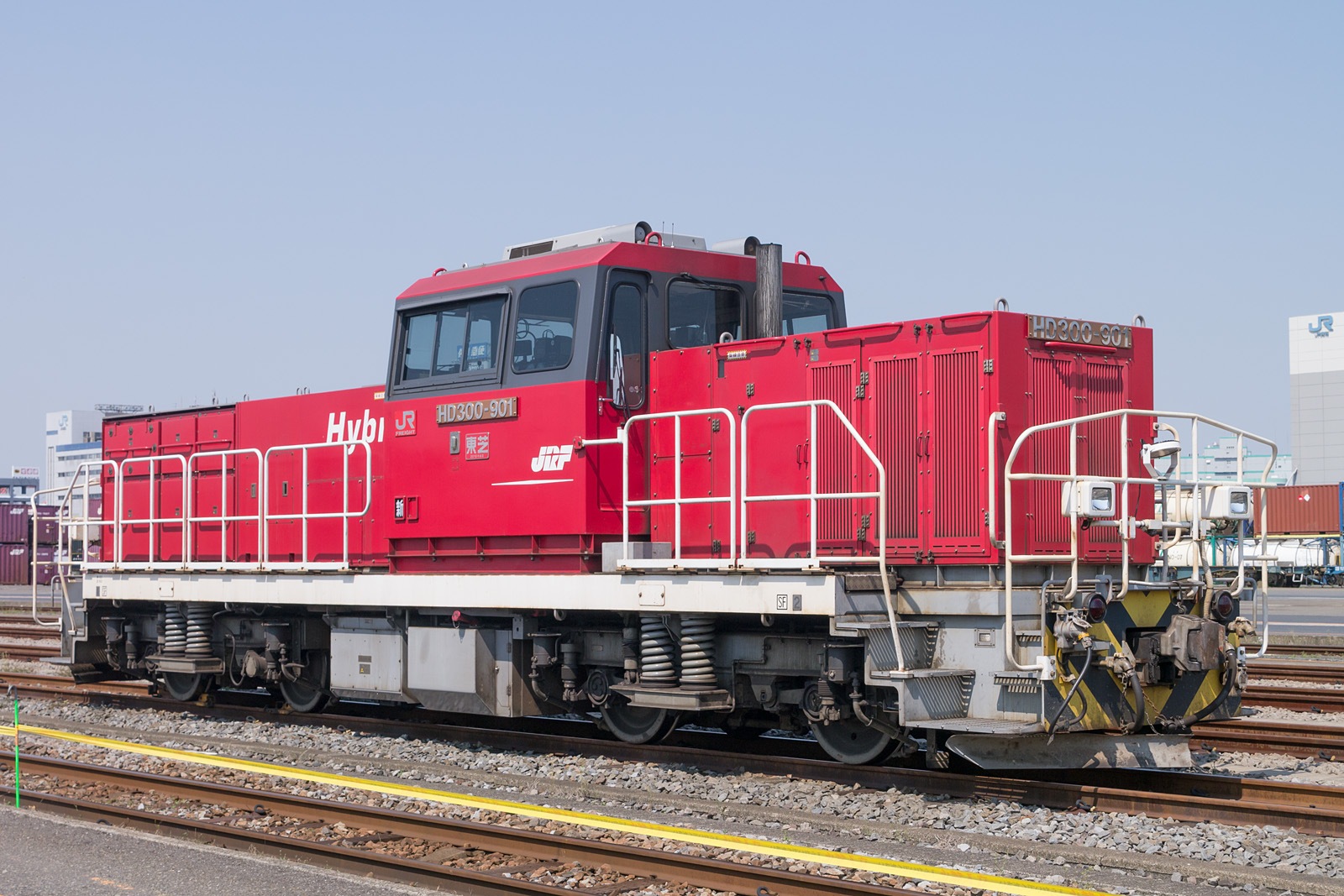
試作機901号機（東京貨物ターミナル駅 2013年5月5日）
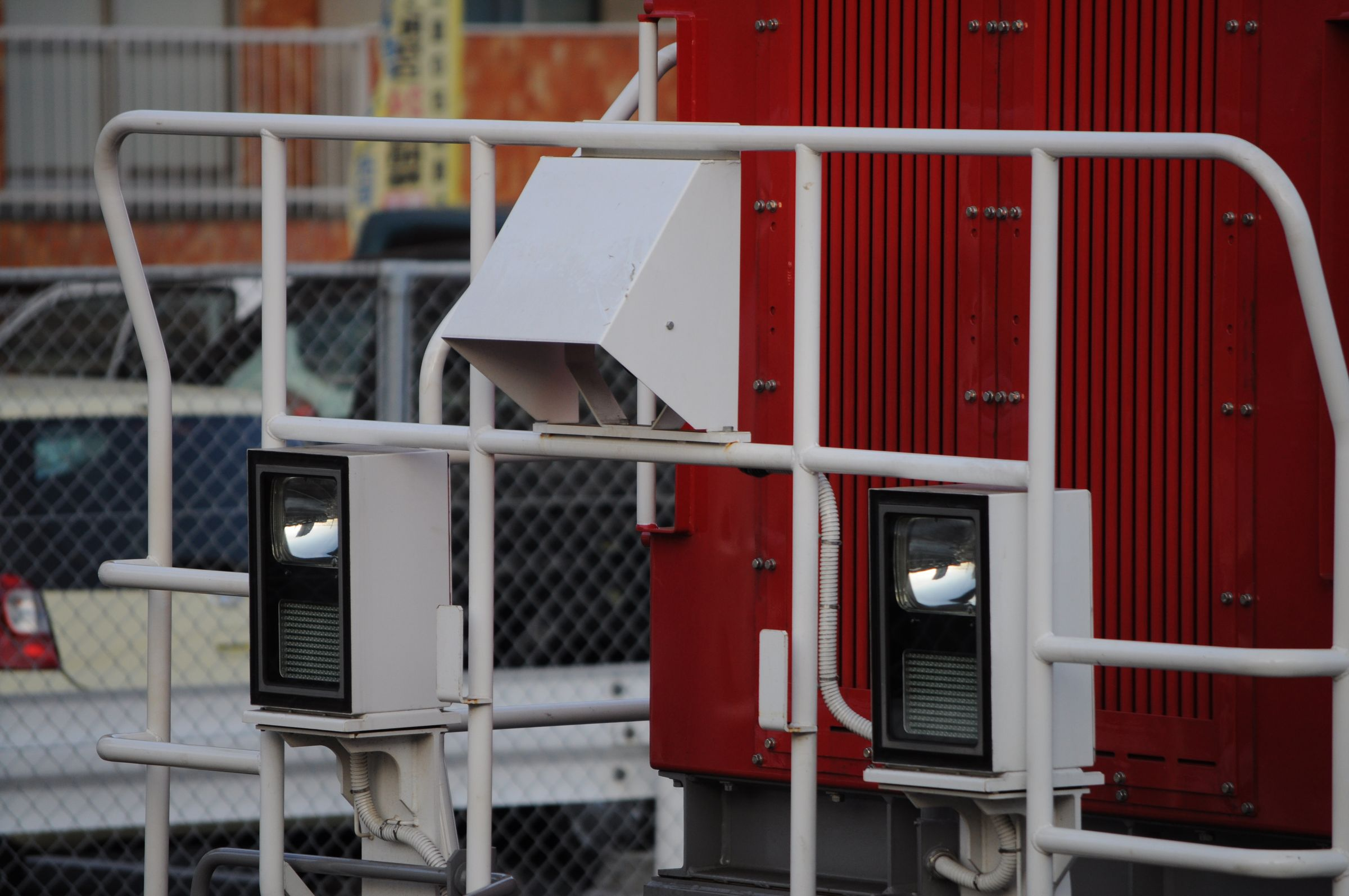
量産車 HD300-8のライトケース。前照灯と後部標識灯が縦に並び、連結器灯カバーが取り付けられた。（2014年1月17日 八王子駅）
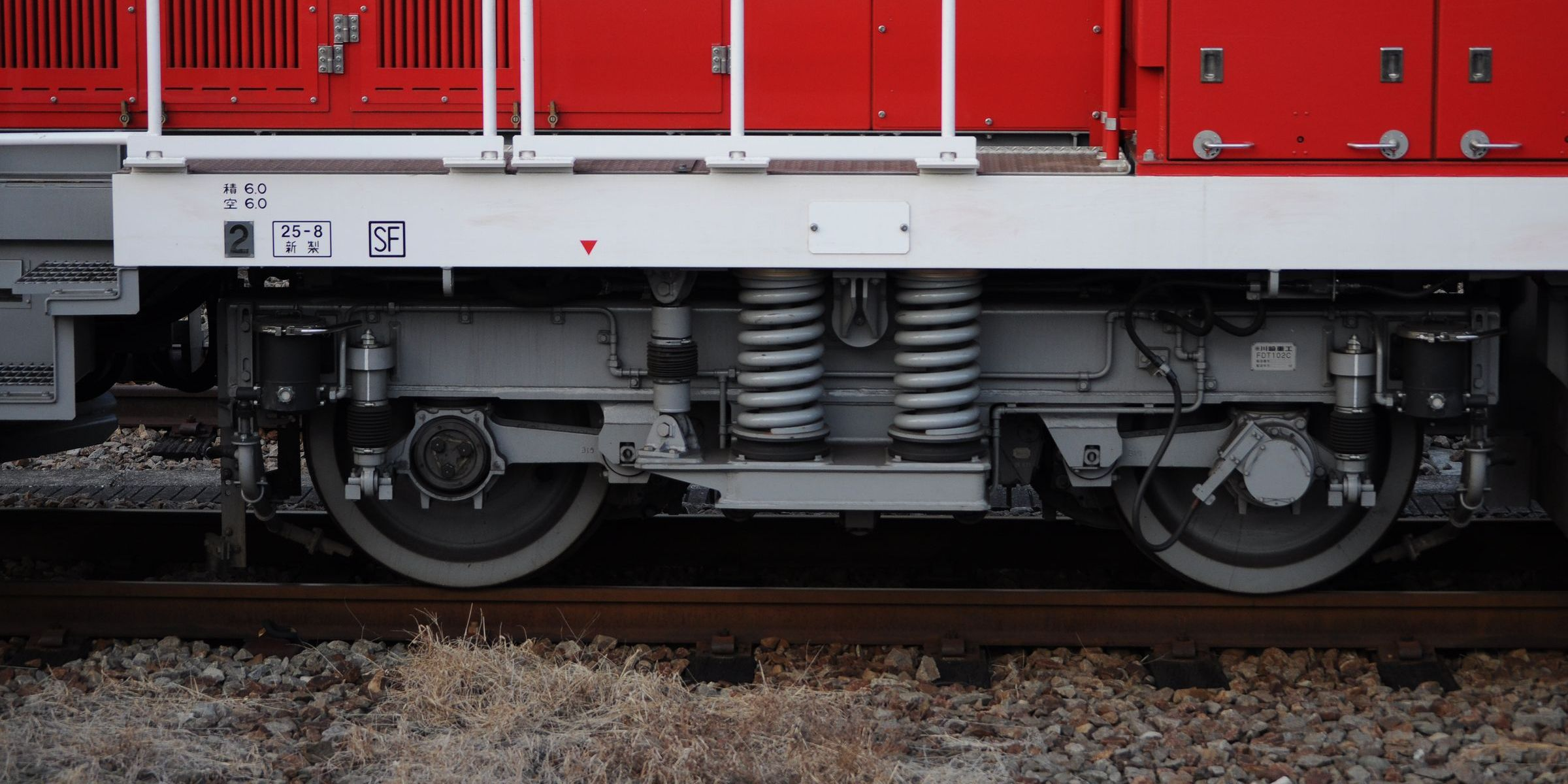
量産車 HD300-8のFDT102C台車。（2014年1月17日 八王子駅）

### 500番台
2014年度には、寒冷地仕様である500番台が登場し、2014年11月に甲種輸送された501号機を皮切りに3両（501 - 503号機）が苗穂車両所に配置されて札幌貨物ターミナル駅で使用されている。
蓄電池容量の変更と、台車形式は1位側がFDT102D形、2位側がFDT102E形となっている。降雪時の作業員の防寒対策の一環として、冬季にはデッキ前部に着脱可能な風防板が取り付けられる。他にも、入換作業時の降雪による制動力や粘着力の減少を補うために台車に設置されているセラミック噴射装置が、暖地仕様の0番台では8か所に対して、寒冷地仕様の500番台では2倍の16か所に増強されている。